# Baby Doll
Baby Doll es una comedia negra estadounidense de 1956 dirigida por Elia Kazan y protagonizada por Carroll Baker, Karl Malden, Eli Wallach y Mildred Dunnock. Fue producido por Kazan y Tennessee Williams, y adaptado por Williams de su propia obra en un acto 27 Wagons Full of Cotton (1955). La trama se centra en una disputa entre dos propietarios rivales de desmotadora de algodón en la zona rural de Misisipi.
Baby Doll estuvo nominada a los Óscar en las categorías de mejor actriz (Carroll Baker), mejor actriz secundaria (Mildred Dunnock), mejor fotografía en blanco y negro y mejor guion adaptado.
Filmada en Misisipi a finales de 1955, Baby Doll se estrenó en diciembre de 1956. Provocó una controversia significativa, principalmente debido a sus temas sexuales implícitos, y la Legión Nacional de la Decencia condenó la película.
A pesar de las objeciones morales, Baby Doll disfrutó de una respuesta mayoritariamente favorable de la crítica y obtuvo numerosos elogios, incluido el premio Globo de Oro al mejor director por Kazán y nominaciones a otros cuatro premios Globo de Oro, cuatro Premios Óscar y cuatro Premios BAFTA. Wallach ganó el premio BAFTA al actor revelación más prometedor.
La película presenta el conflicto de una joven de mentalidad infantil casada con un hombre mucho mayor que ella, propietario de una desmotadora de algodón del Misisipi, quien le prometió a su suegro antes de morir que no tendría relaciones con ella hasta que alcanzase la mayoría de edad. Pocos días antes, provoca un incendio en la propiedad de un rival y este como represalia intentará seducir a la esposa en la esperanza de que admita la culpabilidad de su marido.
Organizaciones religiosas pidieron la retirada de la película por contener escenas de implícito contenido sexual. La película fue prohibida en muchos países, como Suecia; debido a ello, no fue un éxito aunque funcionó bien en taquilla. La revista Time llegó a calificarla como "posiblemente la película estadounidense más sucia que se haya exhibido legalmente." Años más tarde, Eli Wallach describió la cinta como "una de las películas más emocionantes y atrevidas jamás hechas" y añadió: "La gente la ve hoy y dice ¿Por qué demonios fue todo ese alboroto?".

## Argumento
En el delta del Misisipi, el intolerante propietario de una desmotadora de algodón de mediana edad, Archie Lee Meighan, ha estado casado con la bella e ingenua "Baby Doll" Meighan, de 19 años, durante casi dos años. Archie Lee espera impaciente su cumpleaños número 20, cuando, previo acuerdo con su padre ya fallecido, el matrimonio podrá finalmente consumarse. Mientras tanto, duerme en una cuna, porque el único mueble de dormitorio de la casa es la cama en la que duerme Archie; Archie, un alcohólico, la espía a través de un agujero en una pared. La senil tía Rose Comfort de Baby Doll también vive en la casa, para disgusto de Archie.
Después de incumplir los pagos a una empresa de alquiler de muebles debido a que su desmotadora de algodón falló, prácticamente todos los muebles de la casa son embargados y Baby Doll amenaza con irse. El competidor de Archie, un siciliano-estadounidense llamado Silva Vacarro, que es gerente de una desmotadora de algodón más nueva, moderna y rentable, le ha quitado todo el negocio a Archie. Archie toma represalias quemando la ginebra de Vacarro esa noche. Sospechando que Archie es el pirómano, Vacarro visita la granja al día siguiente con camiones llenos de algodón y se ofrece a pagarle a Archie Lee para que le desmote.
Archie le pide a Baby Doll que entretenga a Vacarro mientras él supervisa el trabajo, y los dos pasan el día juntos. Vacarro pregunta explícitamente sobre el paradero de Archie la noche anterior y le hace insinuaciones sexuales. Cuando Vacarro acusa abiertamente a Archie de quemar su ginebra, Baby Doll va a buscar a Archie, quien la abofetea y se va a la ciudad a comprar piezas nuevas para su ginebra. Vacarro consuela a Baby Doll y, tras volverse amigable, Vacarro la obliga a firmar una declaración jurada admitiendo la culpabilidad de Archie. Luego toma una siesta en la cuna de Baby Doll y, a petición de Baby Doll, lo invitan a cenar cuando se acerca una tormenta.
Archie, borracho y celoso del interés romántico de Baby Doll en Vacarro, le dice enojado a la tía Rose que necesita mudarse de casa; Vacarro inmediatamente se ofrece a dejarla vivir con él como cocinera, y Baby Doll y él coquetean y se burlan de Archie. Después de que Vacarro confronta a Archie con la declaración jurada, Archie recupera su escopeta y persigue a Vacarro afuera mientras Baby Doll llama a la policía.
Llega la policía y arrestan a Archie cuando Vacarro les presenta la declaración jurada. Luego, Vacarro abandona la granja y le dice a Baby Doll que regresará al día siguiente con más algodón. Cuando la policía se lleva a Archie y le comenta que es el cumpleaños de Baby Doll, Baby Doll y su tía Rose regresan al interior de la casa para esperar el regreso de Vacarro.

## Reparto
- Karl Malden como Archie Lee Meighan
- Carroll Baker como Baby Doll Meighan
- Eli Wallach como Silva Vacarro
- Mildred Dunnock como (la tía) Aunt Rose Comfort
- Lonny Chapman como Rock
- Eades Hogue como el Marshal del pueblo
- Noah Williamson como Deputy
- R. G. Armstrong como Sid, un hombre de pueblo (solo voz, no acreditado)
- Madeleine Sherwood como la enfermera en consultorio del médico (no acreditado)
- Rip Torn como el dentista (no acreditado)

Kazan realizó el casting de Baby Doll usando numerosos alumnos del Actors Studio, incluidos cada uno de los miembros principales del elenco. Carroll Baker fue la primera opción de Kazan para el título papel, aunque Williams había considerado a Marilyn Monroe para el papel. Williams prefirió a Baker después de que ella interpretó una escena de su guion en el Actors Estudio. Kazan quedó impresionada por su actuación en All Summer Long en Broadway el año anterior.
Eli Wallach fue elegido para su primer papel en la pantalla  pero dudaba porque no estaba familiarizado con la actuación cinematográfica y no confiaba en sus habilidades.
Aunque la segregación racial todavía estaba presente en Misisipi en ese momento,  varios actores negros locales aparecen en pequeños papeles.
El exalumno de Actors Studio Rip Torn aparece en un papel no acreditado como dentista.

## Producción

### Desarrollo

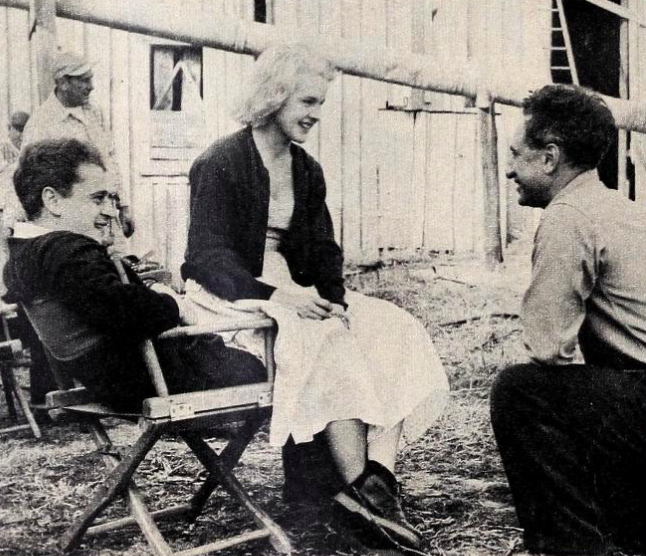
Jack Garfein, Carroll Baker, y Elia Kazan en el rodaje de Baby Doll.

Aunque la tarjeta de título de la película dice "Tennessee Williams' Baby Doll" y la película está basada en la obra de teatro en un acto de Williams 27 Wagons Full of Cotton, Elia Kazan afirmó en su autobiografía que Williams sólo estaba "a medias" involucrado en el guion y que Kazan realmente escribió la mayor parte. 

### Filmando
La fotografía principal comenzó en octubre de 1955 en Benoit, Misisipi. en el J.C. Casa Burrus, una casa anterior a la guerra de 1848 en el condado de Bolívar. Kazán pidió a los actores que vistieran los interiores de la casa con accesorios que, en su opinión, reflejaran las personalidades de sus personajes. Otros lugares de rodaje incluía las cercanas Greenville, Misisipi y la ciudad de Nueva York.  Según Kazan, Williams no se quedó mucho tiempo mientras se rodaba la película en Benoit debido a la forma en que lo miraban los lugareños. Algunos lugareños fueron utilizados para roles menores, y uno llamado "Boll Weevil" actuó y también sirvió como hombre de servicios públicos de la unidad de producción.
Los títulos provisionales de la película incluían el nombre de la obra de teatro original y Mississippi Woman. Baker afirma que Kazan cambió el título a Baby Doll como regalo para ella.

## Lanzamiento

### Taquilla
Baby Doll se estrenó en la ciudad de Nueva York el 18 de diciembre de 1956 y se inauguró la semana siguiente en Los Ángeles el 26 de diciembre antes de recibir un lanzamiento ampliado el 29 de diciembre. Durante su semana de apertura en el Victoria Theatre de Nueva York, la película obtuvo prometedores retornos de taquilla, con un total de $51.232 . Recaudó un total de $2,3 millones en la taquilla de los Estados Unidos. Según Kazan, la película finalmente no fue rentable.

### Reclamaciones de indecencia

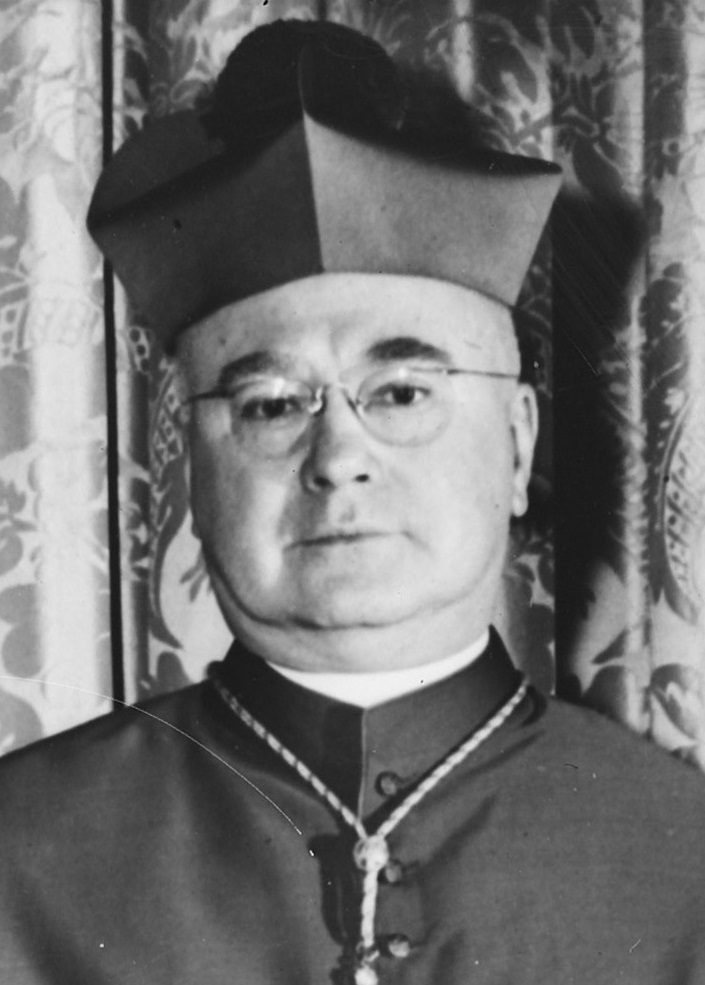
Cardenal Francis Spellman, Arzobispo de Nueva York, protestó por la película.

Baby Doll generó controversia antes de su lanzamiento con la exhibición de un cartel promocional en la ciudad de Nueva York que mostraba a Baker acostada en una cuna y chupándose el dedo.  Cardenal Spellman instó tanto a católicos como a no católicos a evitar la película, considerándola un peligro moral.
Aunque Baby Doll recibió un sello de aprobación de la Motion Picture Association (MPAA), el Motion Picture Herald criticó la aprobación y señaló: "Ambos principios generales del Código Hays y varias estipulaciones específicas se dejan de lado al otorgarle a la película un sello de Código. Entre ellas, se ridiculiza la ley, hay implicaciones sexuales, vulgaridad y las palabras "wop" (palabra ofensiva para Italiano) y "nigger". Los grupos religiosos continuaron ejerciendo presión después del estreno de la película el 18 de diciembre de 1956, y la Legión Católica de la Decencia calificó la película como una "C" ("Condenada" ) y la consideró "gravemente ofensiva para los estándares cristianos y tradicionales de moralidad y decencia". El grupo logró que la película fuera retirada de numerosos cines. Variety señaló que era la primera vez en años que la Legión de la Decencia condenaba una película estadounidense importante que había sido aprobada por la MPAA.

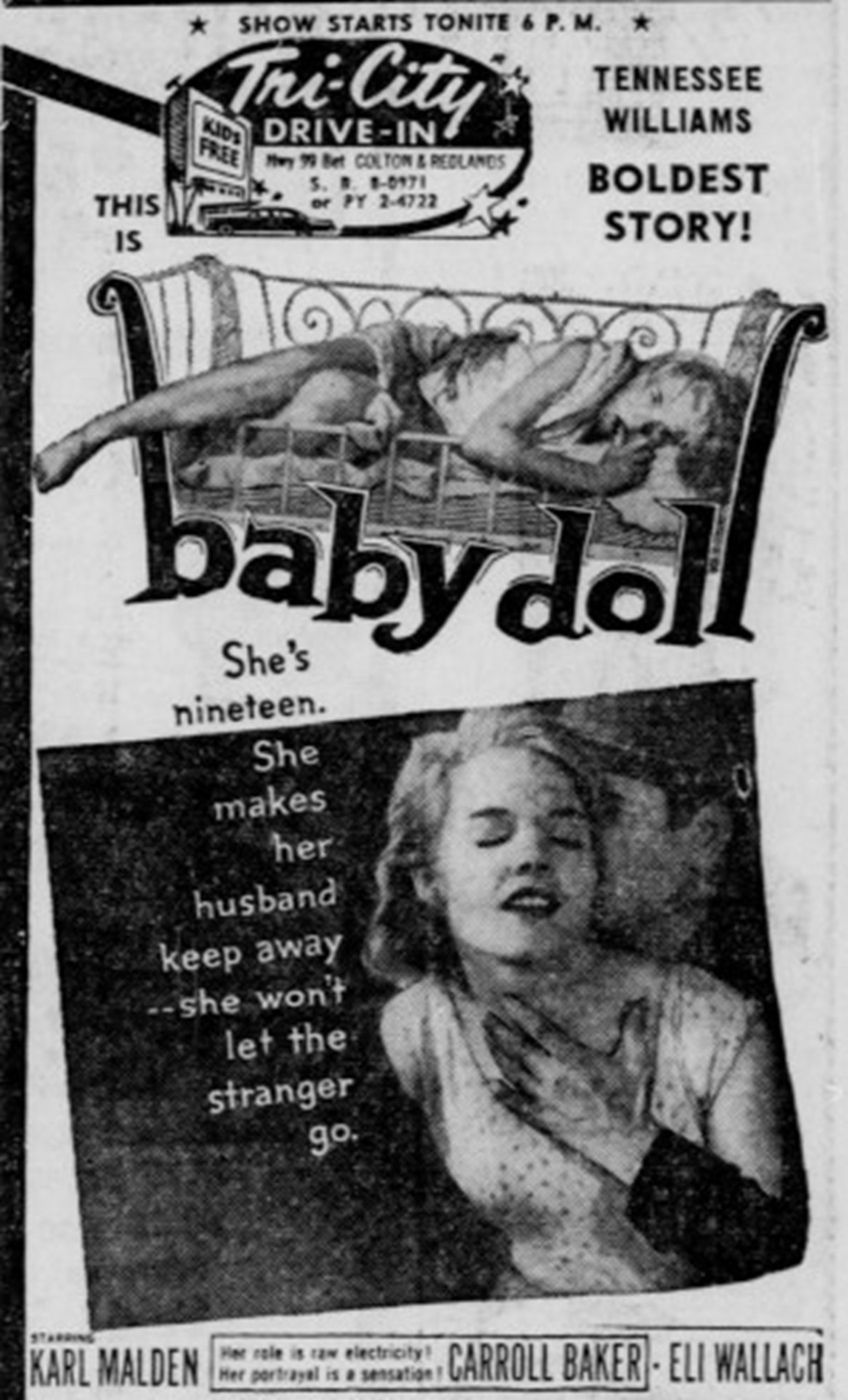
Autocine anuncio de 1957

La respuesta de los laicos católicos a la película fue mixta, y el obispo episcopal James A. Pike argumentó que Los Diez Mandamientos contenían más "sensualidad" que Baby Doll.
Según Baker, el elenco y el equipo no sabían que el material sería percibido como controvertido. Se creía que la razón principal de la reacción violenta era la escena de seducción entre Baker y Wallach. Entre algunas audiencias surgieron especulaciones de que durante su escena juntos en un columpio silla, el personaje de Wallach estaba acariciando a Baby Doll debajo de su vestido porque sus manos no son visibles en el encuadre. Según Baker y Wallach, la escena fue filmada intencionalmente así porque Kazán había colocado calentadores en todas partes. alrededor de ellos en el clima frío.
La película fue prohibida en muchos países, incluida Suecia, debido a su "contenido sexual exagerado". También fue condenada por Time, que la calificó como "posiblemente la película más sucia hecha en Estados Unidos que jamás se haya exhibido legalmente. Estas acaloradas objeciones y la consiguiente publicidad le valieron a "Baby Doll" la reputación de ser una de las películas más notorias de la década de 1950.

### Respuesta crítica
Las críticas de los críticos fueron en su mayoría positivas. Bosley Crowther de The New York Times escribió en una reseña generalmente favorable que Tennessee Williams "ha escrito a su gente de mala calidad y viciosa para que sean clínicamente interesantes... Pero las composiciones pictóricas del Sr. Kazan, entraron blanco y negro puro y enmarcados en su mayor parte contra el fondo de una antigua mansión de Misisipi, son, con diferencia, la característica más ingeniosa y respetable de Baby Doll.  Variety escribió que Kazán "probablemente aquí realiza su mayor trabajo de dirección hasta la fecha" y elogió las "magníficas actuaciones", concluyendo que la película "se ubica como un logro cinematográfico importante y merece ser reconocido como tal". Richard L. Coe de The Washington Post la llamó "una de las mejores películas de este o muchos años más, una exposición escalofriante de lo que la ignorancia le hace a los seres humanos... y un excelente ejemplo de por qué la Motion Picture Association debería seguir el ejemplo de Gran Bretaña al clasificar las películas en categorías distintas para niños y adultos."  John McCarten de The New Yorker elogió al elenco como "uniformemente encomiable" y escribió que las maquinaciones de la trama "se suman a una hilarante farsa al estilo francés, y es sólo al final de la pieza, cuando El Sr. Kazan comienza a mover su cámara de una manera sobrenaturalmente solemne, y el interés en Baby Doll disminuye brevemente." The Monthly Film Bulletin escribió "Kazan a menudo ha entrado en conflicto con su propia inteligencia, pero en Baby Doll responde a un brillante y astuto guion de Tennessee Williams con una gran invención y la más sutil intuición... No hay malas interpretaciones, y las de Carroll Baker como Baby Doll y Eli Wallach como el siciliano son excepcionales." 
No todas las críticas fueron positivas. Edwin Schallert, del Los Angeles Times, escribió que la película "ofrece una experiencia tan básicamente sórdida, y tan difícil además, que si uno no logra reírse de su fantástica obscenidad, pensará que ha pasado dos horas en caos."  Harrison's Reports calificó la película como "una película cinematográfica completamente desagradable y de mal gusto, a pesar de que está dirigida por expertos y con unas actuaciones excelentes". 
La película tiene una puntuación del 83% en el sitio web de agregación de reseñas Rotten Tomatoes según 23 reseñas. 

#### Premios y honores
| Institución                                    | Categoría                                          | Beneficiario       | Resultado | Ref.   |
| ---------------------------------------------- | -------------------------------------------------- | ------------------ | --------- | ------ |
| Premios Óscar                                  | Mejor Actriz                                       | Carroll Baker      | Nominada  | [ 28 ] |
| Premios Óscar                                  | Mejor Actriz de Reparto                            | Mildred Dunnock    | Nominada  | [ 28 ] |
| Premios Óscar                                  | Mejor guion adaptado                               | Tennessee Williams | Nominado  | [ 28 ] |
| Premios Óscar                                  | Mejor fotografía en blanco y negro                 | Boris Kaufman      | Nominado  | [ 28 ] |
| Premios BAFTA                                  | Recién Llegado Más Prometedor                      | Eli Wallach        | Ganador   | [ 29 ] |
| Premios BAFTA                                  | Mejor Película                                     | Baby Doll          | Nominado  | [ 29 ] |
| Premios BAFTA                                  | Mejor Actor Extranjero                             | Karl Malden        | Nominado  | [ 29 ] |
| Premios BAFTA                                  | Mejor Actriz Extranjera                            | Carroll Baker      | Nominada  | [ 29 ] |
| Premios Globo de Oro                           | Mejor Director                                     | Elia Kazan         | Ganador   | [ 30 ] |
| Premios Globo de Oro                           | Mejor Actor – Drama                                | Karl Malden        | Nominado  | [ 30 ] |
| Premios Globo de Oro                           | Mejor Actor de Reparto                             | Eli Wallach        | Nominado  | [ 30 ] |
| Premios Globo de Oro                           | Mejor Actriz - Drama                               | Carroll Baker      | Nominada  | [ 30 ] |
| Premios Globo de Oro                           | Nueva Estrella del Año - Actriz                    | Carroll Baker      | Ganadora  | [ 30 ] |
| Premios Globo de Oro                           | Mejor Actriz de Reparto                            | Mildred Dunnock    | Nominada  | [ 30 ] |
| Premios del Sindicato de Escritores de América | Mejor Drama Estadounidense Escrita por la Pantalla | Tennessee Williams | Nominado  |        |

## Obra de teatro
En la década de 1970, Williams escribió la obra de teatro de larga duración Tiger Tail, basada en su guion de Baby Doll. El guion y la obra de teatro se han publicado en un solo volumen. En 2015, el McCarter Theatre en Princeton, Nueva Jersey estrenó una versión teatral de Baby Doll, adaptado por Emily Mann, directora artística del teatro, y Pierre Laville, que había escrito una versión anterior que se estrenó en el Théâtre de l'Atelier de París en 2009. La última adaptación complementó partes del guion de la película con material basado en varias otras obras de Williams, incluida Tiger Tail.